# Paul-Klee-Grundschule (Düsseldorf)
Die Paul-Klee-Schule (benannt nach dem Maler Paul Klee) ist eine katholische Grundschule an der Gerresheimer Straße 34/36 in Düsseldorf. Sie wurde 1907 gegründet. Zum Schuljahr 2007/2008 besuchten 216 Kinder in acht Klassen die Schule.

## Geschichte
Die Schule wurde als Volksschule an der Gerresheimer Straße 1907 eingeweiht. Sie war für sieben Knaben- und sieben Mädchenklassen, insgesamt für 900 Schüler vorgesehen. Im ersten Jahr besuchten die Schule 785 Kinder.
1920 wurde erstmals ein Elternbeirat gewählt. 1921 wurde das Schulgebäude durch die französische Besatzungsmacht beschlagnahmt. Die Klassen wurden für ein halbes Jahr in die Evangelische Volksschule an der Lindenstraße ausgelagert. 1922 richtete man ein Schulkino ein. Diese Tradition wurde im Jahre 2005 wieder aufgegriffen. Alljährlich im Frühling gibt es jetzt eine Open-Air-Kinovorstellung.
1933 mussten nationalsozialistische Feiertage und Schulaktionen eingeführt werden. 1934 übernahm Rektor Philipp Mock die Schulleitung und leitete die Schule durch die Zeit des Nationalsozialismus und die schwierigen Kriegsjahre bis 1946. Ab 1939 wurden aus allen Konfessionsschulen Gemeinschaftsschulen und die heutige Grundschule erhielt den Namen Deutsche Schule. Wegen der zunehmenden Bombardierungsgefahr wurden auch die Düsseldorfer Schulen 1943 ausgelagert. Sie kamen ins Bergische Land nach Dabringhausen.
Da die Volksschule als nahezu einzige bei den Bombenangriffen nicht zerstört wurde, eröffnete der Schulbetrieb wieder am 6. April 1945.
Ein Jahr später durfte die bestehende Gemeinschaftsschule wieder den Titel katholischen Volksschule tragen. Bauliche Verbesserungen ab 1949 (Pausengang, Toiletten, Turnhalle, Werkraum, Küche) gaben ihr bis 1965 ihr heutiges Aussehen.
Als 1966 die Trennung in Grund- und Hauptschule erfolgte, verblieben die Klassen 1 bis 4 mit insgesamt zehn Klassen im Gebäude und die Schule nannte sich ab nun Katholische Grundschule. Den jetzigen Namen Paul-Klee-Schule gab sie sich 1997.

## Ganztagskonzept
Ab dem Schuljahr 2004 wurde an der Paul-Klee-Grundschule der Offene Ganztag eingerichtet, wobei die angemeldeten Schüler bis 16:30 Uhr in der Schule betreut werden. Sie erhalten Mittagessen und die Gelegenheit zu Arbeitsgemeinschaftsbesuchen und betreute Hausaufgabenerledigung.

## Arbeitsangebote
Die Schüler haben neben zahlreichen musischen und sportlichen Angeboten noch die Möglichkeit,
- am Chorsingen
- der Mundart-AG
- der Radio-AG und
- der Schachgemeinschaft teilzunehmen.